# Beechcraft Model 18
Dimensions
Le Beechcraft Model 18 est un bimoteur de transport léger américain développé durant l'entre-deux-guerres. Produit en très grande série durant la Seconde Guerre mondiale comme avion de transport mais aussi d'entraînement, il a connu une très longue carrière, les derniers exemplaires sortant d'usine en 1969. Outre des versions spécialisées comme le Beech AT-11 Kansan, le Twin Beech a également fait l'objet de nombreuses remotorisations turbopropulsées.

## Origine
Le 15 août 1935, le Bureau of Air Commerce des États-Unis publia une fiche-programme pour un bimoteur de transport léger destiné aux lignes d'apport et à ses inspecteurs afin de faciliter leurs déplacements à l'intérieur du pays. L'appareil devait avoir une vitesse maximale égale ou supérieure à 280 km/h au moins, une vitesse d'atterrissage égale ou inférieure à 105 km/h, pouvoir voler en palier à 460 m sur un seul moteur et franchir un obstacle de 15 m au décollage en moins de 460 m. Capable de transporter deux pilotes et six passagers, l'appareil devait également être équipé d'un dégivrage de bord d'attaque, d'hélices à pas variable et d'un double équipement radio. Les concurrents devaient effectuer leur premier vol avant le 30 juin 1936, soit avant la fin de l'année fiscale 1936. Ce programme attira trois constructeurs : Beechcraft avec son Model 18, Barkley-Grow qui proposa le Barkley-Grow T8P-1 et Lockheed qui présenta le L-12 Electra Junior. Seul ce dernier prit l'air dans les temps, effectuant son premier vol le 27 juin 1936. Il fut donc logiquement déclaré vainqueur, même si le Beech 18 connut un succès commercial nettement plus important.

## Un développement sans problème
Moins d'une trentaine de Model 17 étaient sortis de l'ancienne usine Travel Air lorsque Walter Herschel Beech et son ingénieur en chef, T.A. « Ted » Wells se lancèrent sur ce nouveau projet. Concevoir un bimoteur entièrement métallique à aile basse cantilever et train escamotable, puis construire un prototype, demanda un peu plus d'une année, car il ne fallait pas perturber les livraisons des Model 17. Le Model 18A (NX15810, c/n 62) fut achevé début janvier 1937 avec deux moteurs Wright R-760-E2, des groupes propulseurs à 7 cylindres en étoile de 320 ch. Pour s'assurer les meilleures conditions possibles pour le premier vol, Walter H.Beech avait engagé un des meilleurs pilotes de Transcontinental & Western Air, James N.Payton, que devait assister H.C. « Ding » Rankin, pilote d'essais du constructeur. Le 15 janvier 1937, en début d'après-midi, Payton et Rankin prirent place dans l'appareil, accompagnés de R.E.Williams, représentant le motoriste, Walter.H.Beech et quelques amis de ce dernier. Après un décollage sans problème et une montée prudente, le prototype effectua quelques évolutions, avant de revenir stationner devant l'usine et son personnel assemblé.
Un autre pilote de la TWA, Jack Thornburg, réalisa la première tranche d'essais, 23 heures 20 minutes de vols qui s'achevèrent par l'attribution du certificat de navigabilité ATC-630. Une seconde tranche d'essais (13 heures 20 minutes) s'acheva le 10 mars 1937, Jack Thornburg ne suggérant dans son compte-rendu final que quelques modifications de détail immobilisant l'avion tout juste quelques jours avant sa livraison à Ethyl Corporation, qui, après avoir acheté le prototype du Model 17, s'offrait celui du Model 18 pour 37 500 dollars.

## Premières versions de série
Les compagnies d'apport, et les entreprises désireuses de s'affranchir des horaires et des itinéraires des lignes aériennes régulières, s'intéressèrent rapidement au Model 18A. Mais pour mieux répondre aux attentes de la clientèle, Walter Beech et T. A. Wells souhaitaient proposer leur bimoteur sous différentes motorisations, politique qui réussissait parfaitement avec le Model 17, et deux nouvelles versions du Model 18 apparurent en 1937 : avec deux moteurs Jacobs L-5 de 285 ch le Beech 18B, certifié sous ATC-656, offrait une vitesse de croisière supérieure de 21 km/h et surtout une autonomie supérieure de 160 km pour un gain de poids de 81 kg et un prix ramené à 33 500 dollars. Le Beech 18D adoptait des Jacobs L-6 de 330 ch et fut proposé au prix de 37 000 dollars. Il reçut la certification ATC-684.
Le premier Model 18B fut certainement le prototype NC15810, repris par le constructeur qui en négociait la cession à Harry K.Coffey, directeur d'une compagnie d'assurances de Portland, dans l'Oregon, couvrant le nord-ouest des États-Unis et l'Alaska. L'appareil lui fut remis le 25 juin 1937 et Harry K.Coffey l'utilisa régulièrement pendant trois ans, avant de le revendre en 1940 au gouvernement canadien, qui constituait un vaste parc aérien pour la formation des pilotes et spécialistes dont la guerre en Europe avait besoin. Cet avion devait revenir sur le registre civil américain après la Seconde Guerre mondiale, retrouver son immatriculation originale, et continuer à voler en Alaska. Finalement radié le 10 septembre 2008, il est depuis conservé sur un aéroport californien en attente de restauration.
Cinq autres Twin Beech, ainsi qu'on désignait déjà l'appareil, furent construits et livrés en 1937 : le premier Model 18D (NC18578, c/n 169), suivi de deux 18B (NC18583 et NC18567, c/n 170 et 171) et de deux appareils équipés de flotteurs Edo. Tracté par des Wright R-760-E2 le premier de ces deux hydravions, désigné S.18A, fut livré le 8 décembre 1937 à Starrat Airways and Transportation d'Hudson (en), en Ontario (CF-BGY, c/n 172), devenant le premier bimoteur Beech commandé et livré hors des États-Unis. Le second (NC18569, c/n 173) était équipé de deux moteurs Jacobs L-5, répondant à la désignation S.18B. Les flotteurs du premier pouvaient aisément être remplacés par des skis en hiver, mais il apparut rapidement que les flotteurs engendraient une telle traînée que la stabilité en lacet était affectée. Pour y remédier, on adopta donc sur les modèles à flotteurs de nouvelles dérives, plus hautes, qui devinrent par la suite standard pour tous les modèles.
En 1938 apparut l'A-18D, dont le fuselage allongé permettait de loger dix passagers. Équipé de moteurs Jacobs de 330 ch, il fut inclus dans la certification ATC-684. Offrant des performances identiques au Model 18D pour un prix inchangé, ce bimoteur connut un certain succès, avec 66 exemplaires construits, une version hydravion SA-18D faisant son apparition en 1940. Parmi les appareils livrés en 1938 on relève deux exemplaires remis à la compagnie canadienne Prairie Airways Ltd de Moose Jaw, en Saskatchewan (CF-BKN/O, c/n 177 et 178), et un hydravion destiné au réseau insulaire d'Aerovias de Puerto Rico, tandis que l'armée des Philippines passait commande de deux exemplaires (c/n 220 et 223) destinés aux liaisons d'État-Major et à l'évacuation sanitaire, les deux premiers Model 18 livrés à une force armée.

## Le Beech 18S et les premières commandes militaires
La principale version du Model 18 apparut en 1939 et fut certifiée sous ATC-710. Le Beech 18S recevait deux Pratt et Whitney R-985 de 450 ch et pouvait transporter huit personnes dans un fuselage légèrement redessiné atteignant 10,35 m de long. Il atteignait 386 km/h en pointe pour 354 km/h en croisière avec une autonomie de 1 600 km. Le prototype de la série 18S (NC19452, c/n 222) fut modifié après essais de certification pour participer au McFadden Trophy, course aérienne organisée entre Saint-Louis et Miami. Pour participer à l'épreuve un puissant poste radio émetteur-récepteur fut installé et les sièges de cabine retirés au profit de deux réservoirs supplémentaires de 190 litres chacun. Piloté par H. C. Rankin avec Walter H. Beech comme copilote, l'appareil décolla de Lambert Field pour couvrir les 1 744 km le séparant de Miami en 4 h 37 min. Le bimoteur Beech s'attribuait le McFadden Trophy à la moyenne de 376,66 km/h et avec une consommation remarquablement basse, tout juste 787 litres. La plupart des appareils livrés en 1940 furent des Model 18S, le dernier destiné au marché civil (c/n 434 NC1040) étant remis le 18 décembre au journal Evening News.
Début 1939, l'USAAC commença à s'intéresser au bimoteur Beech et dès le 13 janvier débutèrent à Wright Field, dans l'Ohio, des négociations portant sur la fourniture d'une machine de photographie aérienne capable d'évoluer à très haute altitude et d'assurer soit des missions de reconnaissance rapide avec un seul appareil de prise de vue, soit des relevés topographiques avec deux caméras jumelées, soit des missions de nuit avec des caméras à émulsions spéciales. Quatorze exemplaires furent finalement commandés en utilisant la plate-forme du Modèle civil 18S, sous la désignation de Beech F-2. Après des essais d'évaluation et de réception effectués à Wichita par le Major Ray G. Harris, le premier F-2 (serial 40-682, c/n 340) fut officiellement livré le 21 décembre 1939 au Capitaine Russell Kiellor, chargé de le convoyer à Wright Field. Les treize derniers F-2 furent livrés entre mars et juillet 1940 (serial 40-683/695, c/n 341/353). Le dernier de ces bimoteurs fut démoli seulement le 6 juin 1949 à Kelly Field, dans le Texas.
À l'automne 1939, les forces armées anglaises et françaises s'intéressèrent à leur tour au Twin Beech, les appareils commandés par la Commission d'achats Britannique ne devant être livrés que bien plus tard, après que les États-Unis eurent adopté l'appareil et satisfait leurs besoins essentiels. De son côté, la Suède prit livraison le 11 janvier 1940 d'un Beech 18R (c/n 321) à moteurs Wright R-975-E3 (en) de 420 ch aménagé comme avion d'évacuation sanitaire rapide, et qui devait rester en service jusqu'en 1953. Le gouvernement chinois s'intéressait aussi à cette époque au bimoteur produit à Wichita, et le 16 février 1940 passa commande de six AT-18R destinés à l'entraînement au bombardement. Le premier appareil livré à la Chine en septembre 1940 (NX25474, c/n 375) ne se distinguait en fait d'un Model 18S que par sa motorisation. Il était destiné au transport de l'État-Major du généralissime Tchang Kaï-chek. Brièvement inscrits sur le registre civil américain (NX25475/25479, c/n 376/380), les cinq autres Model 18R chinois se distinguaient par un nez vitré et une tourelle dorsale. Livrés en octobre et novembre 1940, ces appareils pouvant emporter vingt bombes de 11 kg semblent avoir été utilisés pour des missions de guerre contre les Japonais en Chine occupée.

## C-45 Expeditor et T-7 Navigator pour l'Air Force

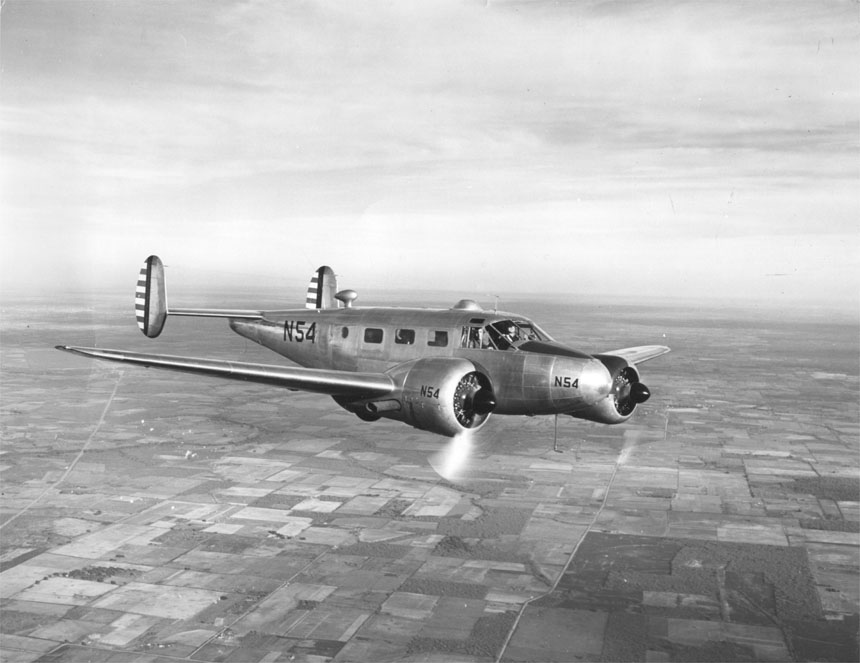
Beech AT-7 survolant les plaines du Texas.

Les négociations portant sur la fourniture des treize F-2 n'étaient pas achevées que l'USAAC passa commande de onze bimoteurs légers de liaison d'état-major pour six passagers directement dérivés du Model 18, sous la désignation C-45 (sérial 40-180/190, c/n 364/374). Le premier C-45 fut remis en février 1940 au Capt. J-G Fowler et au Sgt. Paulhus pour convoyage vers Bolling Field (Washington, DC.), les suivants étant livrés entre mai et août. Ces appareils devaient être par la suite re-désignés UC-45 Expeditor. Devaient suivre vingt C-45A, 222 C-45B à moteurs Pratt & Whitney R-985-AN-1 ou AN-3 de 450 ch et surtout 1522 UC-45F Expeditor. Reconnaissable extérieurement à un nez plus allongé, il se distinguait surtout par de nouveaux équipements et un aménagement intérieur revu : Destiné au transport rapide, il était équipé de trois sièges à droite et deux à gauche de la cabine, disposait d'une réserve de carburant de 780 litres et de coffres a bagages d'une capacité de 35 kg, d'un pilote automatique Jack & Heintz A-3A et d'un dégivrage complet.
Fin 1940, l'USAAC prit conscience de la nécessité de former des navigateurs pour l'aviation stratégique qu'elle se préparait à constituer, et le bimoteur Beech apparut comme une excellente plate-forme pour l'entrainement à la navigation, les modifications nécessaires étant relativement faciles : cinq élèves disposaient chacun d'une console de travail et se partageaient une coupole supérieure pour les relèvements astronomiques. Utilisée également pour la formation avancée des pilotes de multimoteurs, cette nouvelle version du Twin Beech, l'AT-7 Navigator, redésigné par la suite T-7-BH, disposait en outre d'une distribution d'oxygène à haute pression et de dégivreurs de bord d'attaque. Avec des moteurs Pratt et Whitney R-985-25 de 450 ch, il atteignait 3 958 kg en charge et disposait d'une vitesse de pointe de 360 km/h pour une vitesse de croisière de 305 km/h. Le premier exemplaire fut livré en février 1941 et les livraisons s'échelonnèrent jusqu'en janvier 1944, avec un total de 577 exemplaires commandés. Quelques exemplaires furent directement modifiés sur les chaînes de production en UC-45B, E ou F, sept achevés en hydravions à flotteurs comme AT-7A et dix adaptés à utilisation en zones arctiques sous la désignation AT-7B. Apparu en 1943, l'AT-7C (549 exemplaires) se distinguait par ses moteurs R-985-AN-3.

## AT-11 Kansan pour les écoles de bombardement

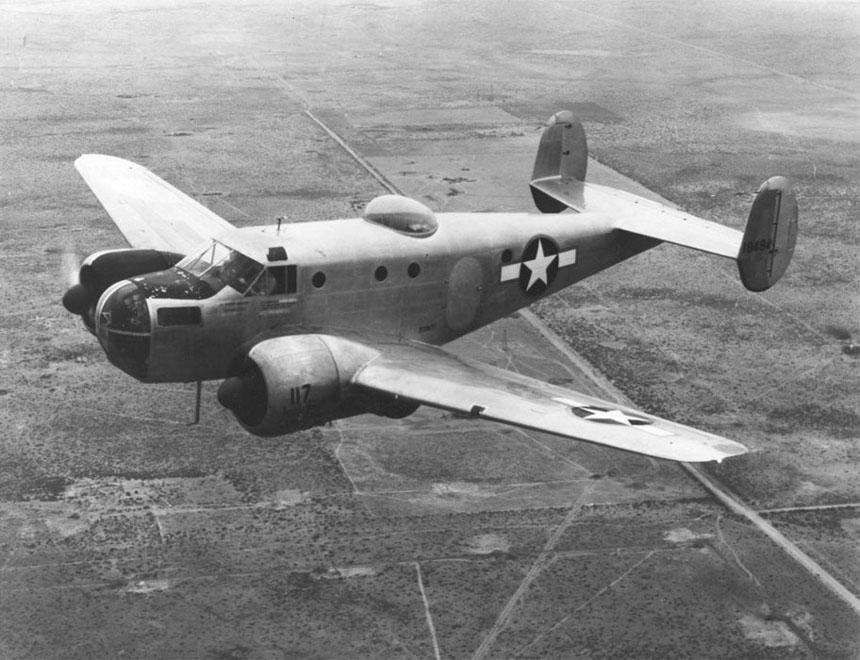
Avec son fuselage redessiné, le bimoteur AT-11 avait des allures de bombardier.

Début 1941, le général « Hap » Arnold, chef d'État-major de l'USAAC, effectua une tournée d'inspection des usines aéronautiques américaines. Au cours de la visite de Wichita, il entendit parler des Beech 18R chinois. Intéressé par la polyvalence de la machine, il réclama la commande de 150 appareils similaires. Adapté aux besoins de l'US Army, l'appareil reçut un nez vitré plus important, des Pratt & Whitney R-985-AN-1, un pilote automatique Minneapolis-Honeywell et une alimentation d'oxygène haute pression, tandis que les vitrages de cabine disparaissaient au profit de petits hublots ronds. 1582 AT-11 Kansan devaient être livrés à l'armée américaine entre le 16 octobre 1941 et mai 1944, soit pour la formation de ses bombardiers (trois élèves et un astrodôme) soit pour l'entrainement des mitrailleurs (quatre élèves et une tourelle dorsale). Cette version du Beech 18 affichait une masse de 4 218 kg en charge et atteignait 346 km/h. 24 exemplaires furent par la suite modifiés en AT-11A d'entrainement à la navigation avec des Wasp AN-3 et un exemplaire reçut à titre expérimental en 1945 un empennage en V.

## JRB et SNB pour l'US Navy
Au printemps 1940, l'US Navy demanda à son tour à Beechcraft d'étudier la possibilité de modifier quelques cellules de Model 18S à une tâche bien particulière, le radioguidage de cibles volantes, l'appareil devant en outre pouvoir assurer une mission secondaire, la reconnaissance photographique avec une caméra oblique. Pour pouvoir emporter l'équipement de radioguidage, la cabine fut réaménagée avec seulement trois sièges, l'opérateur prenant place dans une importante protubérance dorsale largement vitrée dans le prolongement du pare-brise. Cette version à l'aspect très caractéristique prit la désignation JRB-1. Avec une masse de 3 958 kg, elle ne dépassait pas 370 km/h avec des moteurs R-985-AN-4 ou R-985-50 de 450 ch. Le premier JRB-1 (BuNo 2543, c/n 425) fut livré à la Navy le 26 octobre 1940, les quatre suivants en décembre 1940. Par la suite, la Navy devait encore faire modifier en JRB-1 six appareils cédés par l'USAAC en 1941, et un (BuNo 89493) après la guerre. La désignation JRB-2 fut donnée par contre à une version de transport de l'appareil, similaire au C-45A, le JRB-3 correspondait au C-45B et le JRB-4 n'était autre que le C-45F.
L'US Navy avait naturellement les mêmes besoins que l'USAAC en matière de formation de spécialistes multimoteur. Elle obtint donc, entre août 1942 et juillet 1943, la livraison de 320 SNB-1 Kansan et de 509 SNB-2 Navigator (AT-11), puis entre octobre 1943 et octobre 1944 de 375 SNB-2C (AT-7C).

## Premiers modèles civils de l'après-guerre: C-18S et D-18S
Dès juin 1943, le Twin Beech refit son apparition sur le registre civil américain, le tout premier étant un AT-11 Kansan, dépourvu de son viseur Norden et mis à la disposition de Radio Corporation of America. Nombre d'entreprises travaillant pour l'industrie de l'armement ou dans des secteurs économiques sensibles, comme Standard Oil, Goodyear Aircraft, Phillips Petroleum, Bell Aircraft, Republic Aviation ou Chance Vought se virent attribuer un ou deux Navigator ou Expeditor.
Dès la fin de la Seconde Guerre mondiale, un grand nombre de bimoteurs Beech furent stockés ou versés aux surplus et, en octobre 1945, Beechcraft remit à neuf un C-45B (c/n 5862 serial 43-35489) qui devint sous immatriculation civile NC44550, démonstrateur d'une nouvelle version de l'appareil désignée C-18S. Couverte par l'ATC 757, cette désignation devait englober Expeditor, Navigator ou Kansan démobilisés et revendus aux alentours de 63 000 dollars après reconditionnement à Wichita. Notons que le démonstrateur C-18S, transformé en appareil de travail agricole en 1958, volait toujours sous les couleurs de New Air Service, une entreprise installée à Utica, NY.
Parallèlement au reconditionnement de cellules provenant des surplus, la production du Model 18 fut relancée pour les besoins du marché civil avec une version modernisée du C-45F pour neuf passagers et une motorisation standardisée autour du Pratt & Whitney R-985 de 450 ch. La tête de série D-18S (NC44592, c/n A-1) prit l'air en octobre 1945 et fut certifiée le 5 décembre suivant. Mis sur le marché à un prix de base relativement bas, 63 550 dollars, près d'un millier de ces bimoteurs furent construits jusqu'en 1953, le premier étant livré dès le 6 décembre 1945 à Byron Jackson Corp (NC44599, c/n A-9). Le D-18S connut également un certain succès à l'étranger, le premier client à l'exportation étant la Misr. Airwork SAE égyptienne dont les trois appareils (SU-ADK/L/M) quittèrent Wichita le 1er mars 1946 pour rejoindre Le Caire en vol via le Brésil, le Sénégal et le Maroc, soit 16 000 km couverts en 47 h 40 min.
En 1947, Beechcraft proposa aux compagnies d'apport (feederliners), le D-18C Feeder Twin, un appareil pour neuf passagers optimisé pour les transporteurs d'apport avec des moteurs Continental R-9A de 525 ch. Le fuselage était allongé pour atteindre 10,41 m et la charge utile atteignait 1 566 kg. Seulement quatre exemplaires furent vendus au prix de 64 250 dollars, suivis de seize D-18CT Feeder Twin, dont la soute à bagages agrandie et surtout une avionique plus importante justifiait le prix : 64 890 dollars.

## Des bimoteurs reconditionnés pour les forces armées américaines

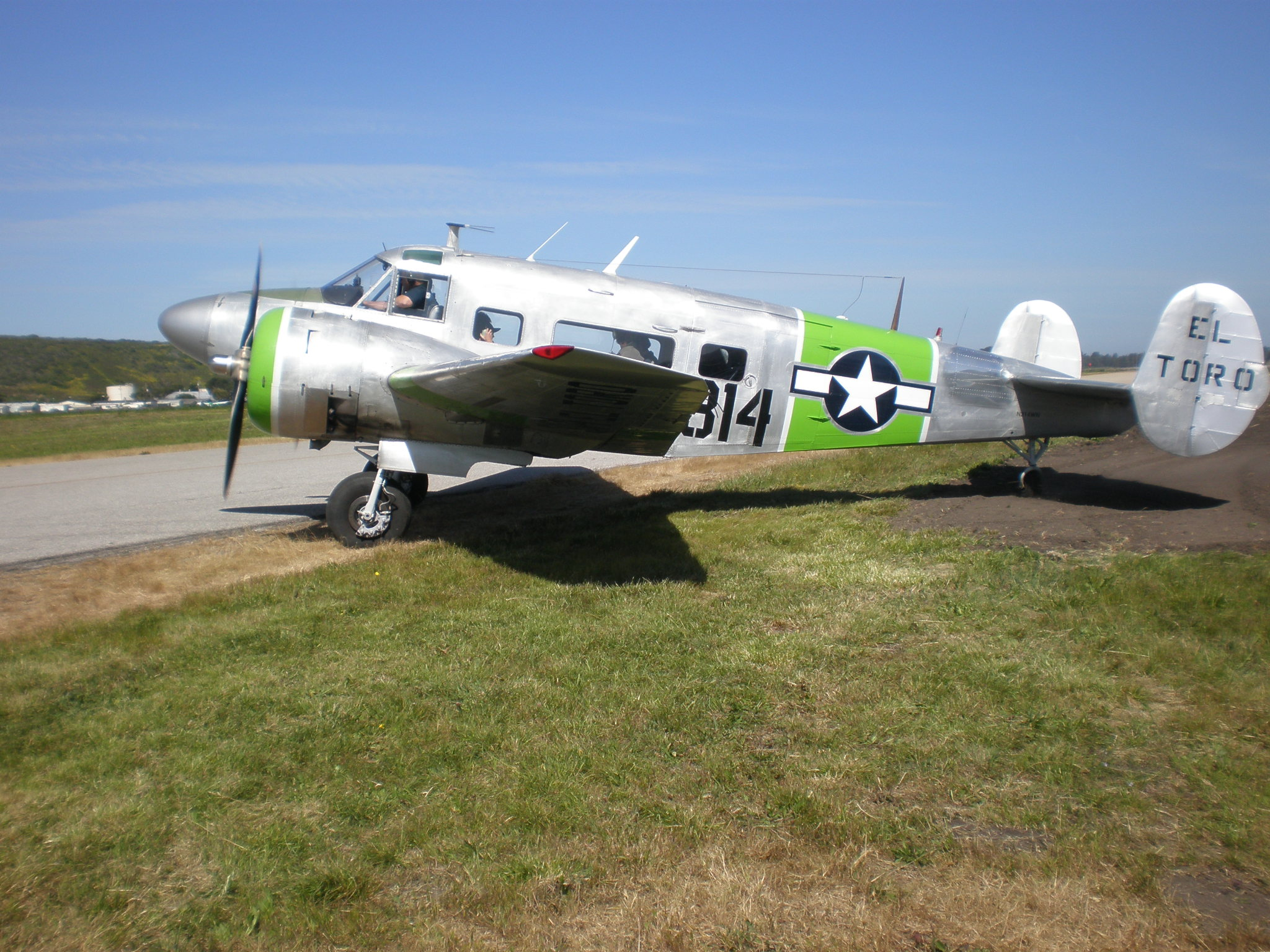
Les 432 C-45H livrés à l'USAF étaient des AT/7/AT-11 reconditionés.

Durant les premières années de l'après-guerre le Twin Beech continua à rendre des services appréciables aux forces armées américaines pour les missions les plus variées, mais de nombreux appareils arrivaient à bout de potentiel. Dès 1947 L'US Navy renvoya 117 SNB-1 en usine pour modernisation, ce qui donna autant de SNB-4. En 1951 l'Air Force suivit l'exemple de la marine. Alors que l'industrie américaine attendait un appel d'offres visant au remplacement des C-45, elle préféra faire reconditionner les RC-45A, C-45F, AT-7 et AT-11 encore en service au standard D-18S : Moteurs R-985-AN-3 entraînant des hélices à vitesse constante et pas variable, nouveau train d'atterrissage renforcé, section centrale de voilure renforcée, pilote automatique Jack & Heintz A-3A, instrumentation de vol modernisée. Aménagées pour six passagers, 372 cellules ainsi reconstruites reçurent de nouvelles immatriculations (serials), devenant C-45G. 96 autres furent converties en classe volante d'entrainement à la navigation comme TC-45G en 1952 et 432 AT-7 et AT-11 reconstruits comme C-45H, identiques au C-45G à l'exception du pilote automatique. En novembre 1963, l'USAF retira du service actif les onze derniers C-45 non reconditionnés pour les stocker, les C-45G et H poursuivant leur carrière jusqu'au milieu des années 1970.
L'US Navy, qui avait montré l'exemple, ne fut pas en reste, renvoyant en usine des SNB-2 et JRB-4 (vingt exemplaires), qui lui furent re-livrés pour devenir SNB-5 Expeditor. Ces appareils ne changèrent donc pas d'identité (BuNo), ce qui ne fut pas le cas pour un certain nombre de C-45 ou AT-7 provenant des surplus de l'USAF, renvoyés chez Beechcraft pour refonte au standard SNB-5 avant livraison à la Navy, ou destinés aux Plans d'Aide Militaire, comme six bimoteurs destinés aux Pays-Bas, vingt cédés à l'Aéronavale française ou six AT-7 transférés par l'Air Force au CAA en 1946 et rétrocédés à la Navy. La marine américaine renonça par contre à faire reconditionner un certain nombre d'UC-45F comme JRB-5 au profit du JRB-6, des JRB-3 et -4 partiellement modernisés, conservant en particulier leur train d'atterrissage d'origine.
En 1962, la désignation des appareils militaires américains fut uniformisée entre les trois armes. Les bimoteurs Beech encore en service dans l'US Navy devinrent donc TC-45J, RC-45J et UC-45J, dont l'US Army acheta par la suite quelques exemplaires.

## Super Twin ou Super 18, les derniers modèles d'usine
En 1954, le D-18S fut remplacé au catalogue du constructeur par l'E-18S Executive Super Twin, dont le premier vol eut lieu le 10 décembre 1953. Présenté à la presse le 28 janvier 1954 comme « Super 18 » et proposé au prix de 61 500 dollars, l'E-18S fut produit à 464 exemplaires entre janvier 1954 et août 1958. Il se distinguait par une hauteur de fuselage plus importante, un agrandissement des portes d'accès au fuselage, un pare-brise en deux éléments et un large vitrage panoramique au centre du fuselage, de chaque côté de la cabine, sans oublier une avionique plus moderne. Envergure et surface portante étaient augmentées par des surfaces rectangulaires coiffant la voilure d'origine, qui permettaient d'accroître la masse totale en charge de 250 kg et d'offrir en option un réservoir supplémentaire de 300 litres logé dans le nez.
En 1959, Beech proposa aux utilisateurs des C-45G/H, D-18S et E-18S des kits de conversion permettant de moderniser leurs bimoteurs avec un train tricycle escamotable mis au point par la firme Volpar. Schématiquement, il s'agissait de reculer le point d'articulation du train principal pour qu'il se relève vers l'avant et d'allonger le nez pour y loger une roulette avant de même diamètre.

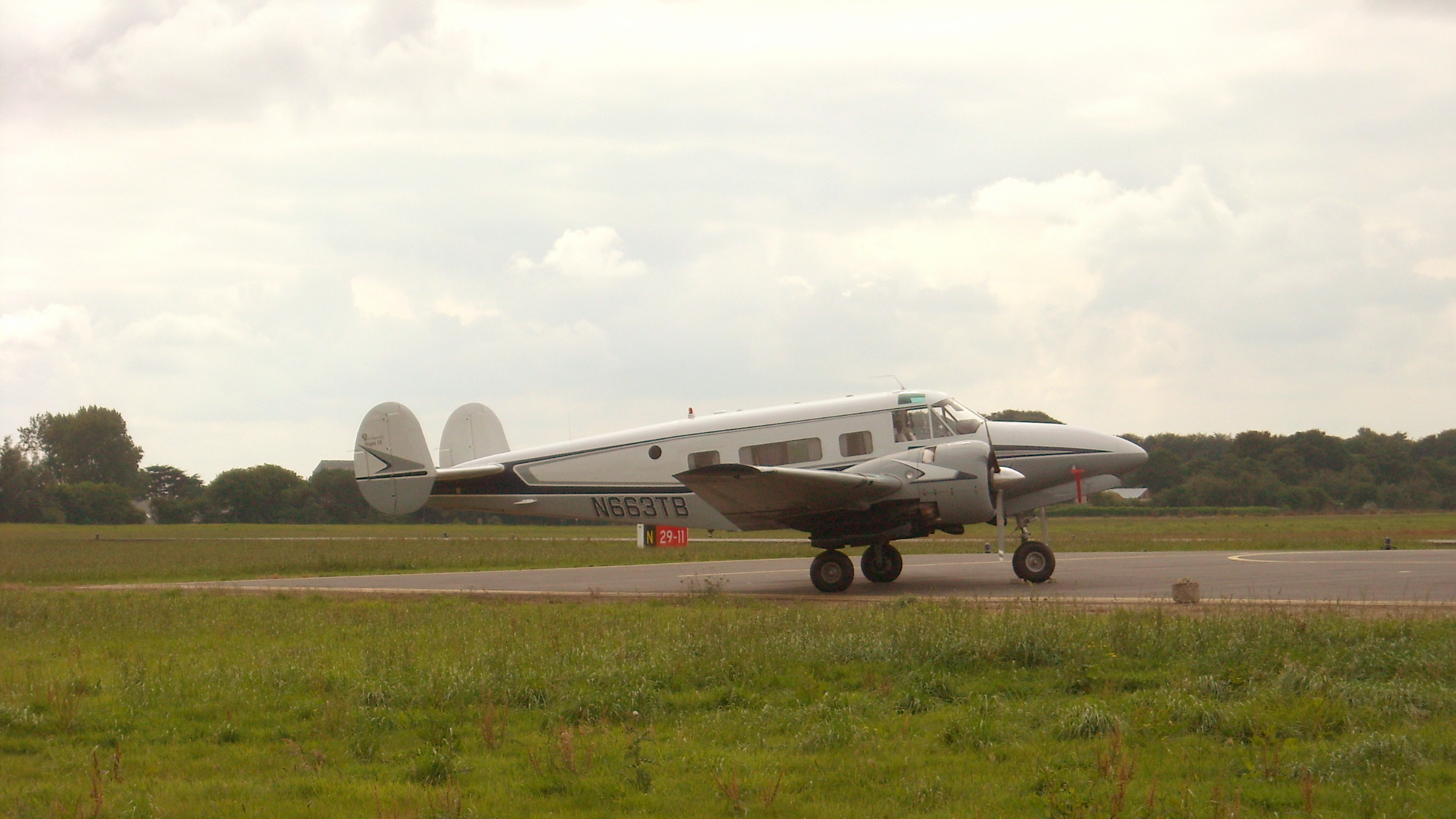
Vu à Lannion en 2008, un Beech H-18.

Suspendue quelques mois, la production d'appareils neufs fut relancée en 1959 avec le G-18S, un E-18S équipé pour la première fois d'hélices tripales. 156 exemplaires devaient sortir d'usine jusqu'en 1962, année de sortie du H-18 Super Twin. Le prix unitaire de cette dernière version passait brutalement à 179 500 dollars, l'appareil incorporant en série le train tricycle Volpar, donc une pointe avant allongée, et des hélices tripales à pas variable. Capable d'emporter de six à dix passagers, l'appareil atteignait 378 km/h en pointe et 354 km/h en croisière continue, pour une distance franchissable de 2 400 km. Parmi les premiers clients de cette ultime variante la Force aérienne brésilienne (quinze appareils) et Japan Airlines (JAL), avec treize appareils achetés pour assurer la formation et le perfectionnement de ses pilotes multimoteurs. Dans un marché fortement concurrentiel le Beech 18 conservait des performances honorables avec un coût de maintenance remarquablement bas. 149 exemplaires du H-18 furent livrés, les trois derniers, destinés à JAL, sortant d'usine le 26 novembre 1969.

## Les versions
Les versions :

### Versions civiles
- Model 18A et S18A: Première version de série, quatre exemplaires construits avec moteurs Wright R-760-E2 de 320 ch entraînant une hélice bipale à vitesse constante. Le Model 18A devenait S18A quand il était équipé de flotteurs ou de skis.
- Model 18B et S18B : Re-motorisation du précédent avec des Jacobs L-5 de 285 ch. 4 appareils, pouvant recevoir des flotteurs ou des skis, dont un (NC1284, c/n 174) participa au McFadden Trophy (en) avec le numéro de course '11'.
- Model 18D et S18D : Version plus puissante du précédent à moteurs Jacobs L-6 de 330 ch. Douze exemplaires construits à partir de mai 1938.
- Model 18R : Un appareil équipé de moteurs Wright R-975, aménagé pour les évacuations sanitaires et livré le 9 avril 1940 à la Flygvapnet suédoise.
  - Model M18R: 6 appareils dérivés du précédent et livrés en septembre 1940 au gouvernement chinois avec des équipements particuliers.
- Model 18S : 12 appareils équipés de moteurs Pratt & Whitney Wasp Junior de 450 ch. Empennage vertical agrandi, masse au décollage plus élevée.
- Model B18S : cinq exemplaires ne se distinguant des précédents que par des modifications d'aménagement. Les versions militaires F-2, C-45, C-45A et C-45C ont été construites sur la base du B18S.
- Model C18S : Quelques exemplaires produits fin 1944 pour le marché civil à partir du C-45B. Tous les Beech 18 militaires construits durant la Seconde Guerre mondiale peuvent obtenir une certification civile comme C18S à l'exception des modèles cités au-dessus et des AT-11/SNB-1.
- Model D18S : Nouveau modèle civil apparu en 1947. Nombreuses modifications aérodynamiques, aménagement pour 6 à 9 passagers, performances améliorées. C'est aussi le premier avion de la firme à avoir utilisé le nouveau système de numérotation des cellules. Les Beech D18S ont donc des construction numbers (c/n) commençant par A suivi du chiffre de la séquence numérique.
  - Model D18C : Variante du précédent à moteur Continental R-9A de 525 ch. Aménagés pour dix passagers et destinés aux compagnies aériennes régionales, les treize exemplaires construits furent par la suite convertis en D18S en raison de problèmes avec les moteurs, une variante du Wright Whirlwind R-975 de 450 ch.
  - Model D18C-T: 16 appareils, similaires aux D18C mais aménagés pour 8 à 9 passagers seulement et également convertis par la suite en D18S.
- Super 18 : C'est sous cette désignation commerciale que fut introduite en 1954 une version très modifiée du Twin Beech : Fuselage plus haut de 15 cm, vitrage de cabine et porte d'accès élargis, poste de pilotage redessiné, nouveaux saumons de voilure.
  - Model E18S : Version de base du Super 18, remplacée en janvier 1960 par le G18S après la sortie de 403 exemplaires. C'est le dernier modèle à avoir reçu des hélices bipales.
  - Model E18S-9700 : Équipé d'hélices tripales Hartzell, cette variante du précédent dont 57 exemplaires furent construits pouvait décoller au poids total en charge de 9 700 livres (4 394 kg), d'où sa désignation.
  - Model G18S : Évolution du E18S-9700, reconnaissable à un nouveau pare-brise en deux éléments (au lieu de trois) à une large vitre au centre de la cabine. 156 exemplaires produits entre 1959 et 1963.
  - Model H18  : Dernière évolution de l'appareil chez son constructeur, comportant de nombreuses modifications : jambes de train à demi-fourche, roues plus petites, commande électrique des volets des capots-moteurs, air climatisé, capacité du réservoir principal porté à 375 litres. La plupart des 149 exemplaires construits furent équipés en usine d'un train d'atterrissage tricycle Volpar.

### Versions militaires
- C-45 : Appareil de transport pour six passagers, identique au Beech B18S civil. 2 moteurs Pratt & Whitney R-985-17 de 450 ch. Onze exemplaires (Serial 40-180/190), le premier étant livré le 29 février 1940.
- C-45A : Similaire au précédent, aménagement pour huit passagers et antenne radio à l'arrière du fuselage. 2 moteurs Pratt & Whitney R-985-AN-1 de 420 ch. 20 exemplaires livrés entre mars en août 1940 (41-1861/1880).
  - RC-45A : Désignation attribuée en juin 1948 aux F-2A et F-2B encore en service.
- C-45B : Nouvel aménagement intérieur et masse autorisée plus élevée. 222 exemplaires (43-35446/35667) auxquels il faut ajouter un AT-7 (42-56582) terminé selon ce standard. Un exemplaire fut cédé à l'US Navy (43-35601/BuNo 86294)
- UC-45C : Deux B18S réquisitionnés (42-22247, c/n 316 et 42-53510, c/n 292).
- UC-45D : Deux appareils prélevés sur une commande d'AT-7 et achevés comme avions de liaison pour cinq passagers avec des moteurs R-985-AN-1 (42-56785 et 43-33281).
- UC-45E : Six AT-7B achevés en avions de liaison pour cinq passagers avec des moteurs R-985-AN-3 (42-43484, 42-43486, 43-33282/33285) .
- UC-45F : Principale version de transport. Deux moteurs R-985-AN-1, aménagement pour sept passagers, fuselage avant légèrement allongé. 1 522 exemplaires (43-35668/35945, 44-47049/47748, 44-86898/87441), dont 42 achevés comme F-2B et 343 livrés à l'US Navy comme JRB-3 ou JRB-4.
  - DC-45F : Désignation attribuée en juin 1948 aux PCQ-3 encore en service.
  - RC-45F : Un appareil (43-35937) modifié pour la reconnaissance photographique.
- C-45G : 372 appareils reconditionnés par Beechcraft à partir de 1951 (51-11444/11503, c/n AF-1/60 et 51-11600/11911, c/n AF-157/468). Transport léger à moteurs R-985-AN-1, structure renforcée et nouveaux équipements.
  - TC-45G : 96 appareils (51-11504/11599, c/n AF-61/156) reconditionnés comme avions d'entraînement à la navigation pour deux pilotes et trois élèves.
- C-45H : 432 appareils (52-10539/10970, c/n AF-469/900) reconditionnés de façon similaire aux C-45G mais avec des moteurs R-985-AN-14B entraînant des hélices Hamilton Standard Hydromatic à variation automatique de pas et sans pilote automatique.
  - RC-45H : Désignation des F-2A encore en service en 1948 et de quelques C-45H modifiés pour la reconnaissance photographique.
  - TC-45H : C-45H aménagés du classe volante comme le TC-45G. Rebaptisés UC-45J.
- C-45J : Changement de désignation pour deux UC-45J (BuNo 23822 et 51312) au moment de leur transfert à l'US Army.
  - NC-45J : Deux TC-45J (BuNo 23829 et 39829) transformés en banc d'essais en vol et utilisés par l'US Army.
  - RC-45J : Appellation des SNB-5P encore en service après 1962.
  - TC-45J : Appellation des SNB-5 encore en service après 1962.
  - UC-45J : Appellation des TC-45J dont la mission principale était transférée de l'entrainement au transport.
  - VC-45J : Appellation d'un TC-45J (BuNo 23783) transféré à l'US Army comme transport VIP.
- C-45T : Désignation non officielle des quelques C-45 modifiés avec un train tricycle.
- F-2 : Premier appareil de l'USAAC spécialisé dans la reconnaissance photographique à haute altitude. Deux moteurs R-985-19, deux appareils de prise de vue à objectifs multiples en cabine et dispositif permettant la prise de vue oblique devant la porte, alimentation en oxygène pour l'équipage. 14 appareils commandés (40-682/695, c/n 340/353) et livrés entre le 21 décembre 1939 et juillet 1940. Les derniers furent retirés du service en juillet 1945.
- F-2A : 13 UC-45A/B modifiés en 1942/1943 pour recevoir 4 appareils de prise de vue dans le fuselage et des moteurs R-985-AN-3. Rebaptisés RC-45A en 1948.
- F-2B : 42 C-45F modifiés pour la prise de vue aérienne avec trappes de prise de vue latérales et sous le fuselage, moteurs R-985-AN-1. Rebaptisés RC-45A en 1948.
- JRB-1 : Destiné au guidage de cibles radiocommandées, cet appareil se distinguait par l'apparition d'un poste de contrôle des cibles rajouté au-dessus du fuselage et des moteurs R-985-AN-4 ou -50. Douze exemplaires construits (BuNo 2543/2547, 4709/4710, 4726/4729), dont un Model 18S modifié à titre de prototype et un appareil civil réquisitionné mais sans modification du fuselage[8]
- JRB-2 : Appareil de transport léger aménagés pour six passagers avec moteurs R-985-50 ou –AN-4 pour l'US Navy. 15 exemplaires (BuNo 4711/4725) dont 5 provenant des stocks de l'USAAF et un appareil civil réquisitionné (BuNo 99771, ex NC1040 c/n 434). Onze exemplaires furent convertis en SNB-5.
- JRB-3 : 20 UC-45F transférés par l'USAAF à l'US Navy et aménagés pour la reconnaissance photographique.
- JRB-4 : 328 UC-45F transférés par l'USAAF à la Navy. Un bon nombre furent par la suite transformés en SNB-5.
- JRB-5 : Projet d'une version transport du SNB-5.
- JRB-6 : Modernisation des JRB-4 similaire à celle des C-45G mais sans remplacement du train d'atterrissage.
- PCQ-3 : C-45F modifiés en 1944/45 pour le contrôle de cibles radio-commandées. Reconnaissables aux aériens montés au-dessus du fuselage, ils furent rebaptisés DC-45F en 1948.
- SNB-1 : Variante du AT-11 destinée à l'US Navy, avec moteurs R-985-AN-3, tourelle dorsale à commande électrique Crocker-Wheeler équipé d'une arme de 7,7 mm, lance-bombes pour projectiles de 45 kg. 320 exemplaires livrés à partir d'août 1942 et utilisés pour la formation des équipages de patrouilleurs navals.
- SNB-2 : 509 appareils à moteurs R-985-25 livrés à l'US Navy pour assurer à la fois les missions d'entrainement à la navigation et de transport léger. C'était donc un appareil intermédiaire entre les JRB-2 et AT-7. Un certain nombre reconditionnés en SNB-5.
  - SNB-2C : 376 appareils similaires aux AT-7C. De nombreux exemplaires furent reconditionnés en 1951 comme SNB-5.
  - SNB-2H : Modification de certains SNB-2 pour le transport sanitaire.
  - SNB-2P : Modification d'au moins deux SNB-2 (03554/03555) en appareils de reconnaissance photographique.
- SNB-3Q : Un appareil (BuNo 55167) converti en classe volante pour former des opérateurs aux contre-mesures électroniques.
- SNB-4 : 117 SNB-1 renvoyés en usine en 1947 pour refonte.
- SNB-5 : Désignation des JBR-2 et SNB-2 renvoyés en usine en 1951 pour refonte en mise au standard C-45G. Ils deviennent TC-45J en 1962 puis UC-45J.
  - 'SNB-5P : Désignation des SNB-2P/C reconditionnés en 1951, qui deviennent RC-45J en 1962.
- AT-7 : Adaptation C-45 en classe volante pour la formation des navigateurs avec trois postes de navigateurs et un astrodôme pivotant juste derrière le poste de pilotage, moteurs R-985-25. Désignés parfois officieusement Navigator. 577 appareils (Serial 41-1143/1209, 41-21042/21155, 42-2415/2513, 42-43461/43477, 42-43488/43510, 42-56703/56784, 4256786/56851, 43-32765/33280, 43-33286/33378). Sept exemplaires cédés à l'école néerlandaise créée aux États-Unis durant la guerre 42-56785, un 43-33281 achevés comme UC-45D et un (42-56582) comme C-45B.
- AT-7A : Variante hydravion à flotteurs du précédent, reconnaissable extérieurement à la présence d'une dérive ventrale. Moteurs R-985-AN-1. 7 appareils livrés (41-21156/21161, 42-53522).
- AT-7B : Adaptation du AT-7 au climat polaire. Neuf exemplaires construits (42-2414, 42-43478/43483, 42/43485, 42-43487), dont 5 livrés à la Royal Navy.
- AT-7C Navigator : 549 appareils à moteur R-985-AN-3. Avionique améliorée et masse en charge portée à 3 651 kg. (43-33379/33664, 43-49963/50223, 43-52226/52227).
- AT-11 : Bimoteur destiné à la formation des bombardiers et mitrailleurs. Une soute ventrale pour 450 kg de bombes, fuselage avant redessiné pour recevoir un poste de bombardier équipé d'un viseur Norden et une mitrailleuse sur pivot, une mitrailleuse de 7,7 mm dorsale étant également prévue. Surnommé Kansan, cet appareil équipé de deux R-985-AN-1 et reconnaissable à son nez vitré fut produit à 1 582 exemplaires, les livraisons débutant en décembre 1941 (41-9437/9586, 41-27332/27681, 42-36826/37713, 43-10318/10489). 24 appareils commandés par les Pays-Bas furent également achevés comme AT-11-BH. 36 exemplaires modifiés en AT-11A et de nombreux exemplaires convertis en C-45G/H.
- AT-11A : 36 AT-11 modifiés pour l'entrainement à la navigation et la photographie aérienne. Moteurs R-985-AN-3.
- T-11B : Les T-11 reconstruits durant les années 1950 selon un standard proche des C-45H furent ainsi rebaptisés.
- Expeditor Mk.I : Désignation RAF des C-45B livrés au Commonwealth au titre du Prêt-Bail.
- Expeditor Mk.II : Désignation RAF des C-45F livrés au Commonwealth au titre du Prêt-Bail
- Expeditor Mk.3N : 100 D18S achetés neufs par la RCAF dans les années 1950.
- Expeditor Mk.3T : Expeditor Mk.I et Mk.II reconditionnés entre 1950 et 1954 chez MacDonald Brothers Aircraft pour la RCAF.
- Expeditor Mk.3NM : 133 D18S achetés neufs par la RCAF dans les années 1950.
- Expeditor Mk.3TM : 48 D18S achetés neufs par la RCAF dans les années 1950.

### Appareils reconditionnés
Dès le début des années 1950 s'est développé aux États-Unis un marché de conversion des nombreux Beech 18 des surplus de l'armée américaine pour le marché civil. Certaines entreprises, comme Remmert-Werner, se sont contentés de commercialiser des kits d'aménagement pour transformer la cabine, d'autres comme Bristol Aerospace Ltd ont fait certifier l'adaptation de flotteurs sur les D18S et C45G/H. Mais certains industriels sont allés plus loin, proposant des appareils sensiblement modifiés et souvent re-motorisés avec des turbopropulseurs.
- American Turbine 600R Westwind :  Déjà connu pour ses kits d'aménagement destinés à transformer un C-45G/H en appareil civil, Edward West Jr a également développé des kits permettant l'installation simple de turbines PT6A sur les Super 18. 22 appareils furent ainsi modifiés[9] avant le rachat d'American Turbine Aircraft Corp par Hamilton Aviation en 1970.
- Conrad 9800D : Dirigée par William F Conrad, Airlines Training Inc proposa de renforcer la structure du D18S pour permettre le décollage au poids de 9 800 livres (4 440 kg). Au moins 6 appareils ont ainsi été modifiés.
- Conrad 10200 : Plus ambitieuse que la précédente, cette modification du D18S incluait un train d'atterrissage tricycle, un pare-brise d'une seule pièce, de nouveaux saumons de voilure et, bien entendu, une masse au décollage portée à 10 200 livres (4 620 kg). Sept exemplaires connus.
- Dee Howard – Beech 18 : Travaillant conjointement avec Aircraft Industries of Canada, cette compagnie déjà certifiée pour la fourniture de kits de renforcement des longerons de voilure sur le C18S, équipa quelques Beech 18 avec des turbines PT6A-20.
- Dumod I : Au début des années 1960, Dumod Corp, entreprise basée à Opa-locka, Floride, proposa une version du Beech 18 équipé de moteurs à piston comportant un train tricycle, un pare-brise panoramique, des vitrages de cabine agrandis, des saumons de voilure modifiés et des surfaces de commandes en fibre de verre[9]. Baptisé à l'origine Infinité I, cet appareil connut un certain succès, 37 exemplaires ayant été achevés début 1966.
- Dumod Liner : Évolution du modèle précédent, désigné initialement Infinité II, incorporant un allongement du fuselage de 1,90 m vers l'avant et un empennage tridérive. Achevé en 1964, le prototype fut certifié le 12 avril 1966 et une dizaine d'exemplaires semblent avoir été achevés[9].
- Hamilton Little Liner : En 1959, Hamilton Aviation, entreprise de Tucson, Arizona, proposa une version très modifiée du D18S comprenant de nouveaux capots moteurs, une pointe avant du fuselage redessinée, un pare-brise panoramique en deux éléments, de nouveaux carénages d'emplanture d'aile, une porte cargo, des réservoirs plus importants, une roulette arrière totalement excamotable montée sur une jambe plus longue donnant une meilleure assiette au décollage à l'appareil. Il semble que plus de 400 appareils aient été ainsi modifiés[9].
- Hamilton Westwind IISTD : En 1975, Hamilton Aircraft proposa une version allongée du Westwind III, la capacité de l'appareil passant de 8 à 17 passagers. Seul un prototype fut construit.
- Hamilton Westwind III : En 1970, American Turbine Aircraft Corp fut rachetée par Hamilton, qui poursuivit la réalisation du Westwind, produisant 42 nouveaux exemplaires, principalement à partir de E18S. Le Westwind III se distinguait par l'utilisation de turbines PT6A-20, -27 ou -34 et pouvait recevoir, en option, une porte cargo.
- Pacific Airmotive Tradewinds : Le 13 juillet 1962 prit l'air à Burbank, Californie, un D18S équipé d'un train tricycle Volpar, d'un pare-brise panoramique, de capots-moteurs et saumons de voilure redessinés, de commandes de vol entièrement métalliques, d'une avionique améliorée et de réservoirs agrandis. La principale particularité de cet appareil était d'être monodérive, l'empennage vertical étant réalisé avec un stabilisateur et la gouverne de profondeur d'un Beech 18 démoli[10]. Pacific Airmotive devait modifier au moins 22 exemplaires
  - Pacific Airmotive Turbo Tradewinds : Évolution du précédent, ce modèle équipé de turbines PT6A effectua son premier vol le 3 novembre 1964.
- Rausch Star 250 : La firme Rausch a modifié un C-45G avec un train tricycle comportant le train principal d'un North American P-51D Mustang et le train avant d'un North American T-28 Trojan[10]. En outre la pointe avant était allongée de 76 cm et le fuselage arrière de 127 cm et le toit de cabine était relevé, avec des vitres panoramiques. Cet appareil est resté unique, la FAA lui ayant refusé la certification.
- Volpar Turbo 18 : Après avoir commercialisé un kit permettant d'équiper les différentes versions du Beech 18 d'un train d'atterrissage tricycle, kit utilisé sur plusieurs conversions et proposé en option sur les appareils neufs livrés par Beechcraft à partir de septembre 1963, Volpar entreprit au début des années 1960 de développer son propre modèle, alors baptisé Turbo 18. Un E18S fut donc équipé d'un train tricycle, mais aussi de turbines à hélice Garrett AiResearch TPE-331-25 de 575 shp, le bord d'attaque fut avancé et la capacité des réservoirs accrue de 90 gallons US. L'appareil effectua ses premiers essais en vol en 1965 et une certification fut délivrée par la FAA le 17 février 1966. 25 Turbo 18 au moins furent réalisés, équipés de TPE-331-25, -47 ou -101. Cet appareil fut particulièrement apprécié par Air America en raison de ses performances au décollage par temps chaud.
- Volpar Turboliner : En décembre 1966, Volpar lança la réalisation d'une version allongée du Turbo 18. Le fuselage gagnait 2,07 m, permettant de transporter 15 passagers. Un prototype prit l'air le 12 avril 1967 avec des TPE-331-101B et la certification fut obtenue le 29 mars 1968. 23 appareils furent ainsi modifiés, principalement par Hamilton Aircraft à laquelle Volpar avait cédé une licence. Les projets d'installation de turbines TPE-331-151 de 715 shp ou PT6A-27A (Turboliner II) ne furent pas menés à terme.

### Appareils expérimentaux
- La firme Avco-Lycoming adapta deux moteurs six cylindres à plat TIGO-541-B1A de 450 ch sur le D18S c/n A-260. Cette motorisation fut acceptée par la FAA sous réserve d'une limitation de la masse maximale au décollage. Sous-motorisé, cette configuration resta sans suite.
- En liaison étroite avec Beechcraft et Turboméca la SFERMA monta 2 Turboméca Bastan sur un D18S. L'appareil subissait également quelques modifications : Empennage vertical agrandi, jambe de roue arrière allongée. Rebaptisé Beechcraft-SFERMA PD-18S (Preliminary Design 18 SFERMA), cet appareil (F-ZWVO) effectua son premier vol le 18 septembre 1958 avant d'être remis en décembre au CEV. Un second appareil fut livré en 1959 à l'État français, ces deux appareils servant de banc d'essais en vol au moteur Bastan. Un troisième appareil semble avoir été modifié en 1960 pour servir de démonstrateur, mais la commercialisation de l'appareil ne fut pas envisagée.

Le 19 juillet 1960, un Expeditor 3T de la RCAF (HB-109, ex 43-35478) fut loué à United Aircraft of Canada pour permettre les essais en vol d'une nouvelle turbine à hélice, qui fut installée par de Havilland Canada à Downsview (Ontario) dans la pointe avant de l'appareil. Les essais en vol débutèrent en juin 1961, confirmant rapidement les qualités du PT6A. La CAF ayant cessé d'utiliser ce type d'appareil pour la formation de ces pilotes, le trimoteur fut cédé à Pratt & Whitney Canada pour un dollar symbolique le 1er juin 1971 et apparut donc sur le registre civil canadien avec les lettres CF-ZWY. Le 3 juin 1980 cette machine effectua son dernier vol. Un mois plus tard la cellule était offerte à l'École nationale d'aéronautique de Saint-Hubert (Québec) sous réserve qu'elle ne soit jamais remise en état de vol. Ramené à sa configuration d'origine, cet appareil est encore aujourd'hui utilisé comme cellule d'instruction statique.
Un Beech 18 trimoteur fut également réalisé en ajoutant un Tiara T6-260 (puis un T6-320) aux deux TSIO-520 de 300ch de voilure. Cet appareil servit de banc d'essais en vol du moteur Tiara.
FANASA a utilisé un Beech 18 pour expérimenter une aile à incidence variable.

## En service

### Utilisateurs militaires

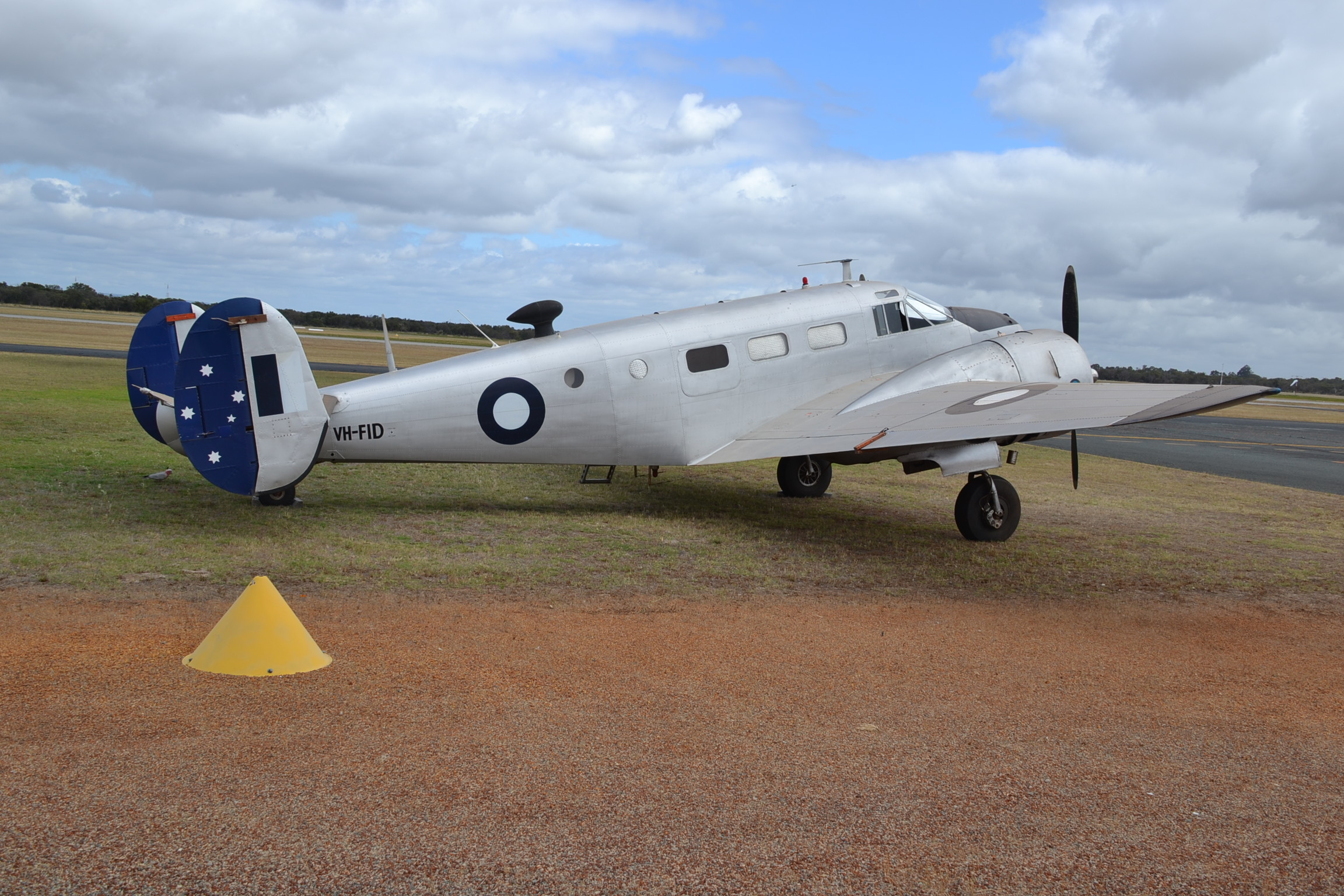
Beech D18S, RAAF

- Afrique du Sud : la South African Air Force a reçu 2 C-45 en 1945.
- Angola : la Forca Aerea Popular a reçu 2 C-45, probablement cédés par le Portugal, en 1979.
- Argentine[11] :
  - Force aérienne argentine : 30 AT-11 ont été livrés à l'Escuela de Aviacion Militar et utilisés jusqu'en 1967/1968. Certains de ces appareils ont reçu un nez non vitré et un exemplaire fut cédé à la marine. Un C-45H a également été utilisé.
  - Commando de Aviacion Naval : une trentaine de C-45/SNB et un AT-11 cédé par la Fuerza Aerea ont été utilisés par l'aéronavale argentine. Les deux derniers ont été cédés en 1979 à l'Uruguay.
  - Ejercito : quelques C-45 ont été utilisés par l'Institut Géographique Militaire.
- Bolivie : l'unique C-45G utilisé par la Force Aérienne Bolivienne a été détruit sur accident le 20 septembre 1959.

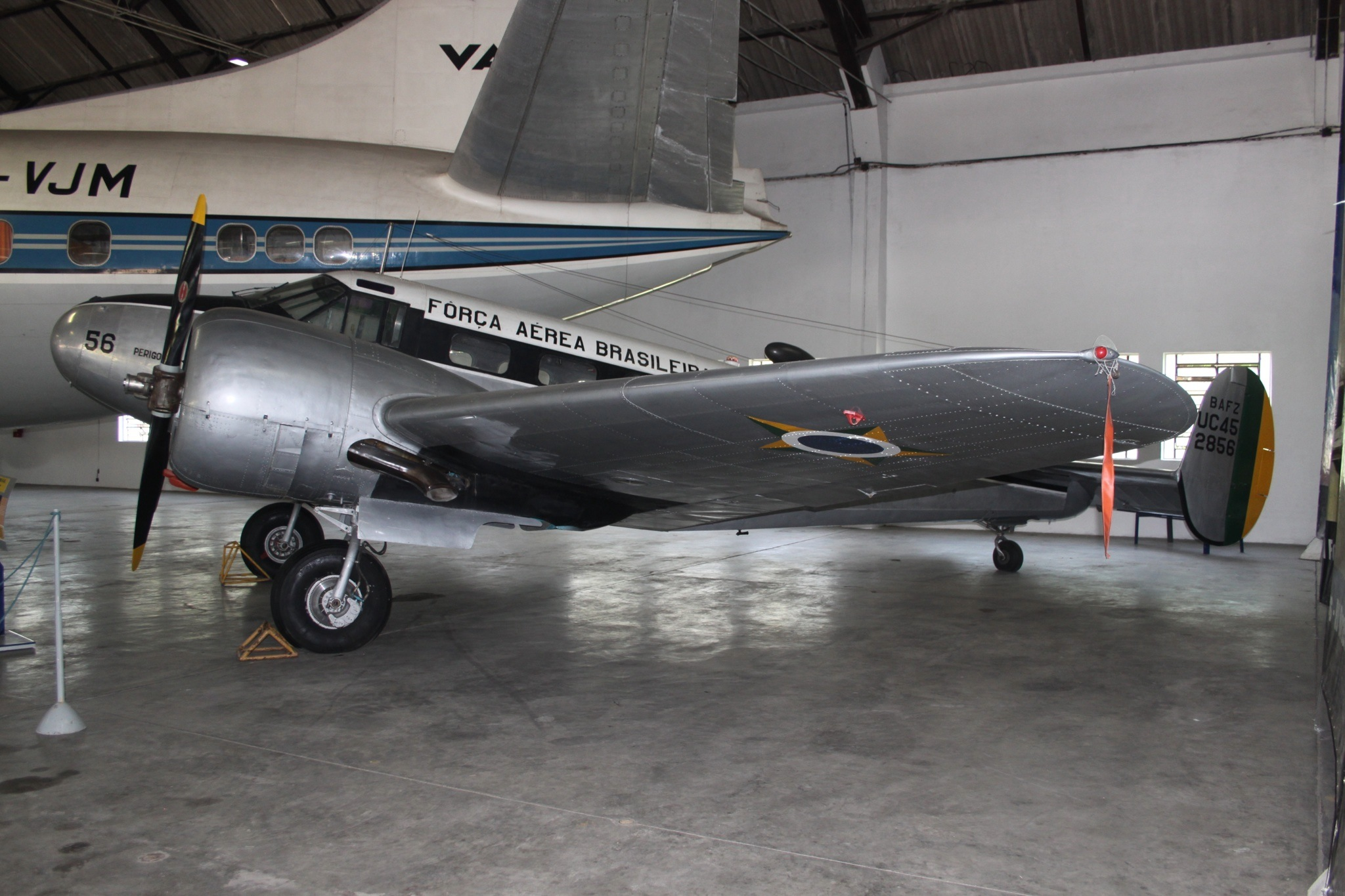
Beechcraft 18, Force aérienne brésilienne

- Brésil[12] : À partir de 1942 la Force aérienne brésilienne a reçu au moins 42 AT-7, dont 13 au moins ont été convertis localement en C-45, et 22 AT-11. Elle a également pris en compte 22 C18S et 28 D18S, considérés localement comme des UC-45F, 7 E18S et 16 H18S/TC-45T. Tous les Beech Bi (désignation locale) ont été retirés du service entre 1975 et 1976, laissant la place à des produits brésiliens.
- Canada :
  - Aviation royale canadienne : le Canada cherchant pour le programme BCATP un bimoteur capable de seconder les Avro Anson achetés au Royaume-Uni puis produits localement, la RCAF obtint dès 1939 six Beech 18 sur le marché civil avant de porter ses commandes sur le Cessna Crane, plus léger et moins couteux, pour assurer la formation des pilotes multimoteurs. 55 bimoteurs Beech Expeditor I destinés à la Royal Air Force furent également versés aux écoles canadiennes pour assurer la formation des spécialistes. Entre mars 1944 et mars 1953 enfin 327 appareils supplémentaires furent achetés directement par le Canada[12] et désignés Expeditor 3. Les désignations Expeditor Mk. 3N (Entrainement à la navigation), Mk. 3NM (Entrainement à la navigation avec fonction transport), Mk. 3T (Entrainement au pilotage), et Mk. 3TM (Entrainement au pilotage avec fonction transport) sont donc spécifiquement canadiennes, sans équivalent dans la RAF ou l'USAAF, bien que ces appareils, équipés de moteurs Pratt & Whitney R-985-AN-14B Wasp, soient comparables aux C-45F. 29 bimoteurs furent cédés à la France en 1959. Rebaptisés CT-128 en 1968, il ne restait plus que 53 appareils en service au moment où les Forces canadiennes fusionnent en un commandement unique. Ils furent progressivement retirés du service entre 1969 et 1972[13].
  - Marine royale canadienne : la marine canadienne a utilisé de son côté dix Beech.
  - Gendarmerie royale du Canada : deux D18S (CF-MPH et CF-MPI, c/n A-141/142) furent utilisés durant les années 1950 par la Police Montée. Ces appareils avaient la particularité d'être équipés de deux mitrailleuses Browning de 12,7 mm dans la pointe avant du fuselage[12].
- Chili :
  - Force aérienne chilienne :
  - Marine chilienne :
  - Armée de terre chilienne :
- République de Chine (Taïwan) : outre les six M18R livrés en 1940, la Chine a reçu huit AT-7 en 1945 (utilisés jusqu'en 1948), quelques AT-11 qui restèrent en service de 1950 à 1958 et 15 à 20 D18S livrés à Taiwan entre 1949 et 1951, ces derniers étant maintenus en service jusqu'en 1980.
- Colombie : la Force Aérienne Colombienne a utilisé 2 AT-7C de 1943 à 1964, 5 AT-11 réformés en 1956 et une dizaine de C-45 de divers modèles.
- Costa Rica : un C-45F (TI-505SP) a été loué de 1950 à 1960 par le Ministère de la Sécurité Publique.
- Côte d'Ivoire : en 1964 l'armée de l'air ivoirienne a acheté sur le marché civil un C-45G (457, c/n AF-14), revendu en 1968.
- Égypte : le Royal Flight a obtenu sept appareils (D-18S/AT-7/C-45) en 1950, dont certains devaient rester en service dans les forces armées égyptiennes jusqu'en 1971.
- Équateur : la Force Aérienne Équatorienne a disposé d'une dizaine d'appareils (D18S et/ou C-45) de 1947 à 1982.
- États-Unis :
  - United States Army Air Force :
  - United States Air Force :
  - United States Army :
  - United States Navy : environ 1200 Beech 18 étaient toujours en compte dans l'US Navy en 1950[14].
  - United States Marine Corps :
  - United States Coast Guard : 7 JRB-4 et JRB-5 furent achetés entre 1943 et 1947. Deux furent restitués à l'US Navy en 1948 et 1949, un modifié pour effectuer la cartographie des ports au profit du United States Coast and Geodetic Survey Service. Affecté à la Coast Guard Reserve, le dernier (Immatriculé 44605) fut retiré en 1956[15].
- France :
  - Armée de l'Air : l'Armée de l'Air reçut vingt C-45F entre le 28 septembre et le 7 novembre 1944, utilisés initialement pour rééquiper le GT II/15 Anjou à Mouzaiaville (Algérie) puis le GT IV/15 Poitou un an plus tard à Lyon. Au début des années 1950 une dizaine d'appareils supplémentaires provenant des surplus de la RAF (HB226, KJ500, KJ524, KN121, KN129, KN147) furent livrés puis cinq appareils loués auprès de l'USAAF. 1955 vit encore la livraison de quatre Super 18 et en 1959 le gouvernement canadien céda à la France 29 appareils supplémentaires. 41 Beech étaient encore en compte en 1970 au sein du GTLA II/60, des ELA 41, 43, 44, et de l'EARS 99 ou stockés (EAA 601). Les derniers furent retirés en mai 1972.
  - Aéronautique Navale : 25 JRB-4 livrés avant 1959 et 20 SNB-5 livré avant 1958[16] furent utilisés jusqu'en 1972 par les escadrilles 55S et 56S. Les appareils de la Marine étaient frappés d'une immatriculation correspondant au dernier(s) chiffre(s) de leur BuNo : 8, 12, 15, etc.

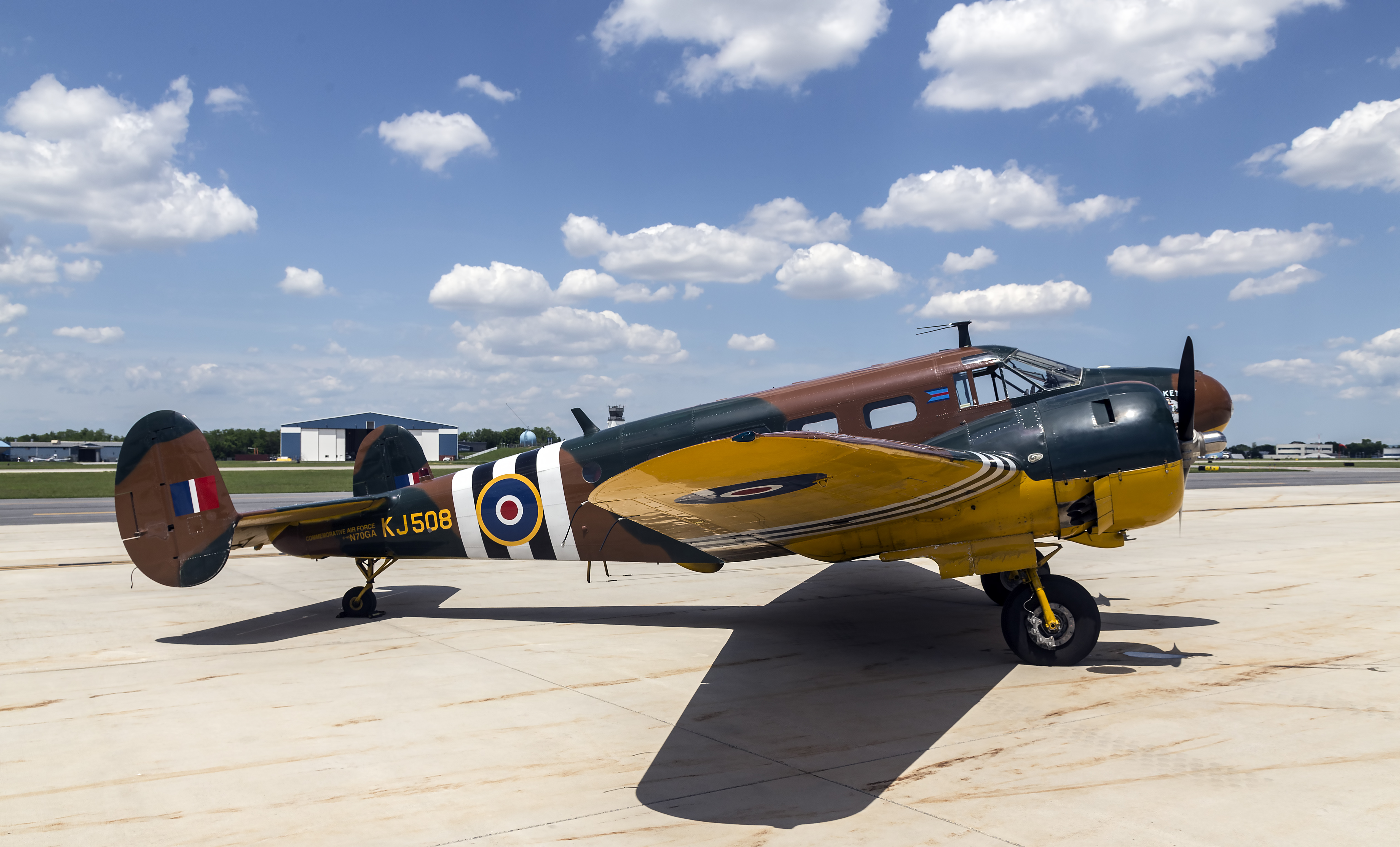
Beech 18, RAF

- Royaume-Uni : un total de 430 Navigators (AT-7C), Expeditors I (C-45B) et Expeditors II (C-45F) furent livrés à la Grande-Bretagne à partir d'avril 1944 et répartis entre RAF et Royal Navy.
  - Royal Air Force : la RAF utilisa essentiellement des C-45, déployés en Inde, Birmanie ou au Proche-Orient. Ces appareils équipèrent en particulier les Group Communication Flights (no 216, 221, 224, 225, 231, 238...) des British Air Forces South East Asia (BAF-SEA). La plupart des appareils encore en service en 1946 furent restitués aux États-Unis.
  - Fleet Air Arm :
- Guatemala : les forces aériennes guatémaltèques ont utilisé 3 AT-11 comme bombardiers légers pour tenter de contrer l'insurrection de 1954 soutenue par la CIA (Opération PBSUCCESS)[17].
- Honduras : la Force aérienne du Honduras a obtenu six AT-11 en 1946 qui restèrent en service comme bombardiers jusqu'en 1979 et 12 C-45 utilisés de 1949 à 1983.
- Indonésie : la Police indonésienne a utilisé deux H18S de 1967 à 1994, tandis que dans la même période l'Armée disposait d'un H18S.
- Iran :
- Israël : il semble qu'un seul D18S ou C-45 ait été utilisé par le Heyl Ha'Avir israélien, au début des années 1960.
- Italie : l'Aviation militaire italienne a utilisé 125 C-45/TC-45J de 1949 à 1979. Les 59 premiers exemplaires avaient été pourtant obtenus sous couvert d'un plan d'aide militaire en 1949 à titre intérimaire, avec une durée d'utilisation ne devant pas dépasser deux à trois ans[18]. Mis en service en mars 1949 par le 46e Stormo, ils furent utilisés comme avions de liaison par de nombreuses unités. Deux exemplaires ont été cédés à la Somalie.

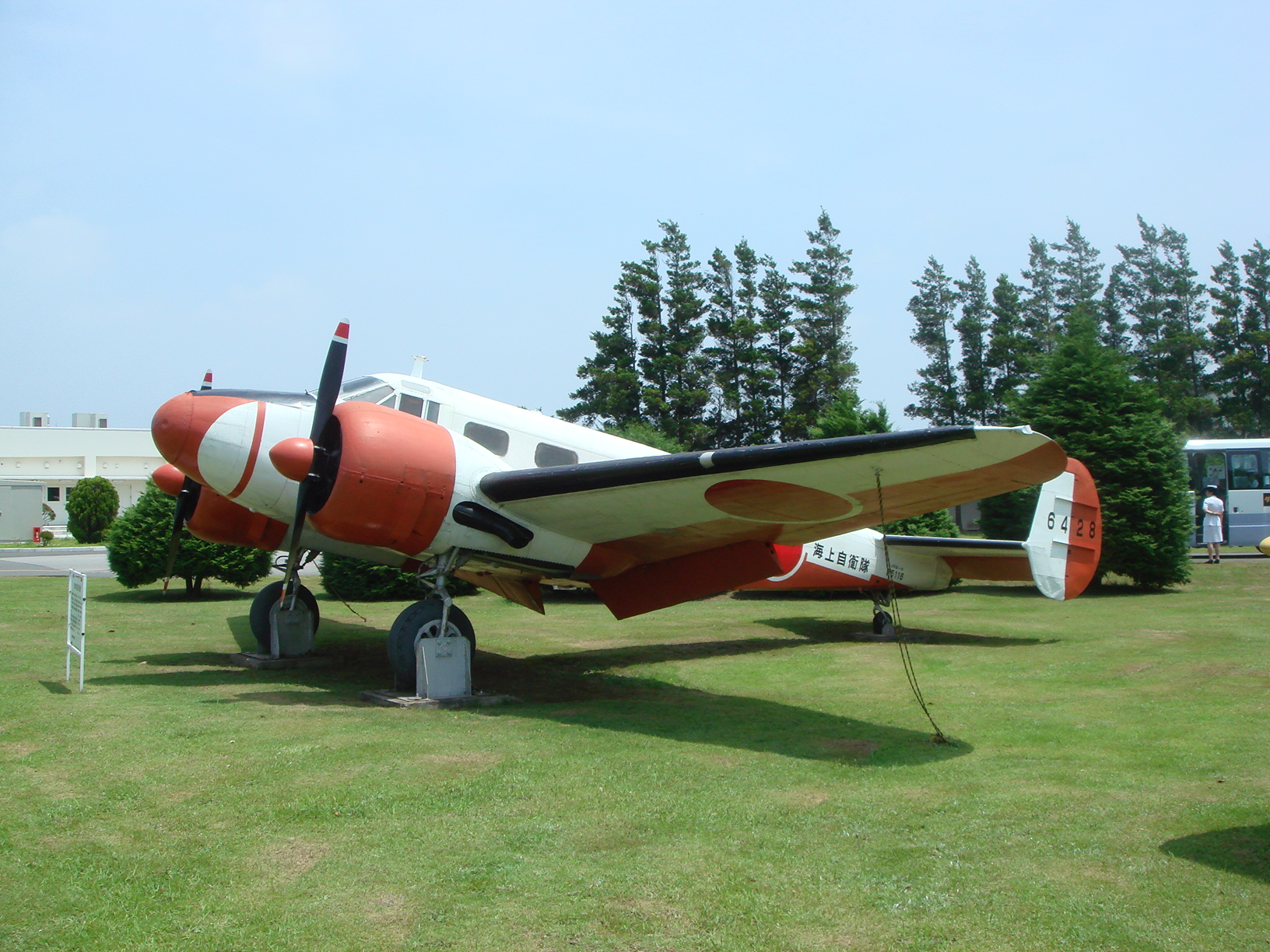
SNB-4, Force maritime d'auto-défense

- Japon : la Force maritime d'auto-défense japonaise a utilisé des bimoteurs Beech.
- Mexique[19] :
  - Force aérienne mexicaine : l'escadron aérien 101 et l'escadron aérien de reconnaissance photographique se sont partagé 24 AT-11, obtenus au titre du prêt-bail comme les 10 C-45 livrés par l'USAF.
  - Marine mexicaine : le 3e escadron d'aviation navale a été formé le 2 juin 1961 avec 6 C-45 (codés MP-80/85).
- Nicaragua : la force aérienne a reçu un certain nombre de bimoteurs Beech à partir de 1947. Sept étaient en service en 1956, 4 en 1978. Les derniers ont été réformés en 1984.
- Niger : un unique E18S (5U-MAW, c/n BA-184) a été acheté par l'armée de l'air sur le marché civil en 1965 et revendu en 1973.
- Nigeria :
- Panama : deux AT-11 ont été livrés en 1952.
- Paraguay : la Force aérienne du Paraguay a utilisé deux UC-45F et un AT-11.

- Pays-Bas :

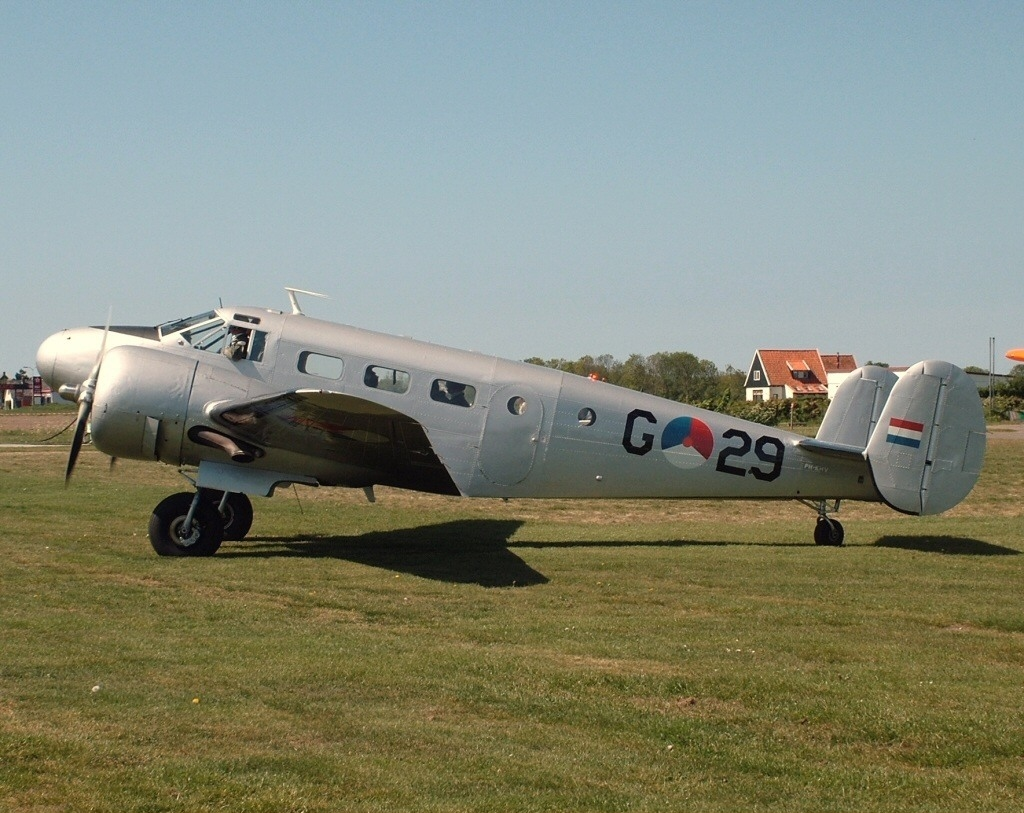
Beech D18S, Armée de l'air royale néerlandaise

  - Aviation militaire de l'armée royale des Indes néerlandaises : vingt-quatre AT-11 commandés pour les forces des Indes Néerlandaises en 1941 furent saisis par l'USAAF en raison du déclenchement de la guerre dans le Pacifique pour les mettre à la disposition de l'école de pilotage néerlandaise formée dans le Mississippi, accompagnés de 6 appareils du même type en prêt.
  - Koninklijke Luchtmacht : 28 AT-8 immatriculés G-1/28 furent livrés à l'école de transformation bimoteur de Gilze-Rijen entre juin 1950 et mars 1951 pour remplacer les Airspeed AS.10 Oxford. Ils furent retirés de service en 1957, le dernier étant réformé le 26 juin 1959. Un exemplaire (G-7) a été utilisé jusqu'en 1971 comme cellule d'instruction statique à l'école de Kooij[20].
  - Aéronautique navale néerlandaise : six SNB-5/TC-45J livrés par l'US Navy entre septembre 1953 et janvier 1954 ont été utilisés par l'escadron no 5 de Valkenburg jusqu'à sa dissolution le 1er mars 1974 pour l'entrainement multimoteur ou à la navigation et des missions de transport. (Immatriculations 080/085)[21].
- Pérou : le Cuerpo de Aeronautica del Peru a reçu 14 C-45 dès 1944, suivis en 1945 de 5 AT-11 et deux ans plus tard de 2 AT-7C. La Fuerza Aerea del Peru, constituée en juillet 1950, a utilisé au total une trentaine de C-45G/H, remplacés en 1967 par des QueenAir A80 alors que les AT-11, utilisés par le Servicio Aerofotografico Nacional, ne disparurent du ciel péruvien qu'en 1967, et les AT-7C en 1972.
- Philippines : en septembre 1938 le service aérien de l'armée des Philippines reçut un Model 18D (c/n 220) destiné à la photographie aérienne, devenant le premier client militaire étranger de la firme de Wichita. Un second appareil (c/n 223) suivit en avril 1939.
- Portugal : l'Aéronautique navale portugaise acheta en 1948 six AT-11 pour la formation des bombardiers et six SNB-5. Quand l'Aeronautica Naval et l'Arma da Aeronautica Militar fusionnèrent en 1953, la nouvelle Force aérienne portugaise compléta cette dotation par l'achat de 13 appareils supplémentaires, dont 5 Expeditor Mk 3T au Canada[22]. Immatriculés 2501/2525, les derniers ont été réformés fin 1976.
- République dominicaine : il semble que l'École d'aviation militaire ait utilisé deux AT-11.
- Salvador : au moins trois AT-11 furent utilisés par la force aérienne salvadorienne.
- Somalie : deux C-45 obtenus auprès de l'Aviation militaire Italienne.
- Sri Lanka : un Super H18 a été acheté au Canada (codé CS450) pour les besoins de la 2e escadre d'entrainement de Ratmalana.
- Suède[23] : le Model 18R (c/n 321) arriva en caisse à Göteborg en janvier 1940, ou il fut remonté avant d'être livré à la flottille F 4 le 6 avril. Accepté le 9 avril 1940, il reçut le numéro 7. En décembre 1941 il fut transféré à la nouvelle flottille F 21 à Kallax, près de Luleå. Utilisé comme avion ambulance sous la désignation Tp4, cet appareil fut utilisé par l'expédition suédoise en Antarctique du 18 octobre 1951 au 25 août 1952 avec une immatriculation civile (SE-BTX). À son retour il fut affecté à nouveau à la F 4. Il a été détruit, victime d'un accident au décollage depuis une surface gelée, 1er janvier 1953. Quatre personnes se trouvaient à bord mais seul le pilote, Knut Gunnerfelt, fut tué. Deux autres appareils, provenant des surplus, furent achetés après la guerre, un C-45A rebaptisé TP 45 (45001) et un C-45B désigné TP 45A (45002). Utilisés pour des missions de transport VIP par la flottille F 8, stationnée à Barkaby, non loin de Stockholm, le 45001 fut réformé à bout de potentiel en 1956. Le second appareil fut alors équipé de flotteurs et transféré à la flottille F 2 à Hägernäs. Il fut détruit à l'atterrissage en 1958.
- Suisse : les troupes fédérales ont acheté deux C-45F (B-6/7) aux surplus de l'armée américaine en Allemagne en 1948. Reconditionnés chez Pilatus à Stans, ils ont été aménagés pour la prise de vue à très haute altitude (7 000 m). Le B-7 a percuté la face sud du Vorder-Galmihorn (Valais) le 19 février 1952 et remplacé par un troisième appareil d'occasion (B-8). Les deux appareils restant en service ont reçu en 1952 une immatriculation civile (HB-GAI et HB-GAC) et ont continué leur mission jusqu'en 1967[24].
- Thaïlande : la Royal Thaï Air Force a utilisé 7 C-45 sous la désignation B.L1 pour des missions de transport léger et de liaison de l947 à 1959.
- Tonga :
- Turquie : AT-11 et D18S ont été utilisés par l'armée de l'air turque.
- Uruguay :
  - Force aérienne uruguayenne : dix AT-11 (immatriculés 100/109) et 8 C-45F pris en compte
  - Marine uruguayenne : trois SNB-5 (Codés A-210/212) ont été rejoints en 1979 par 3 TC-45J (A-215/217) offerts par la marine argentine argentine.

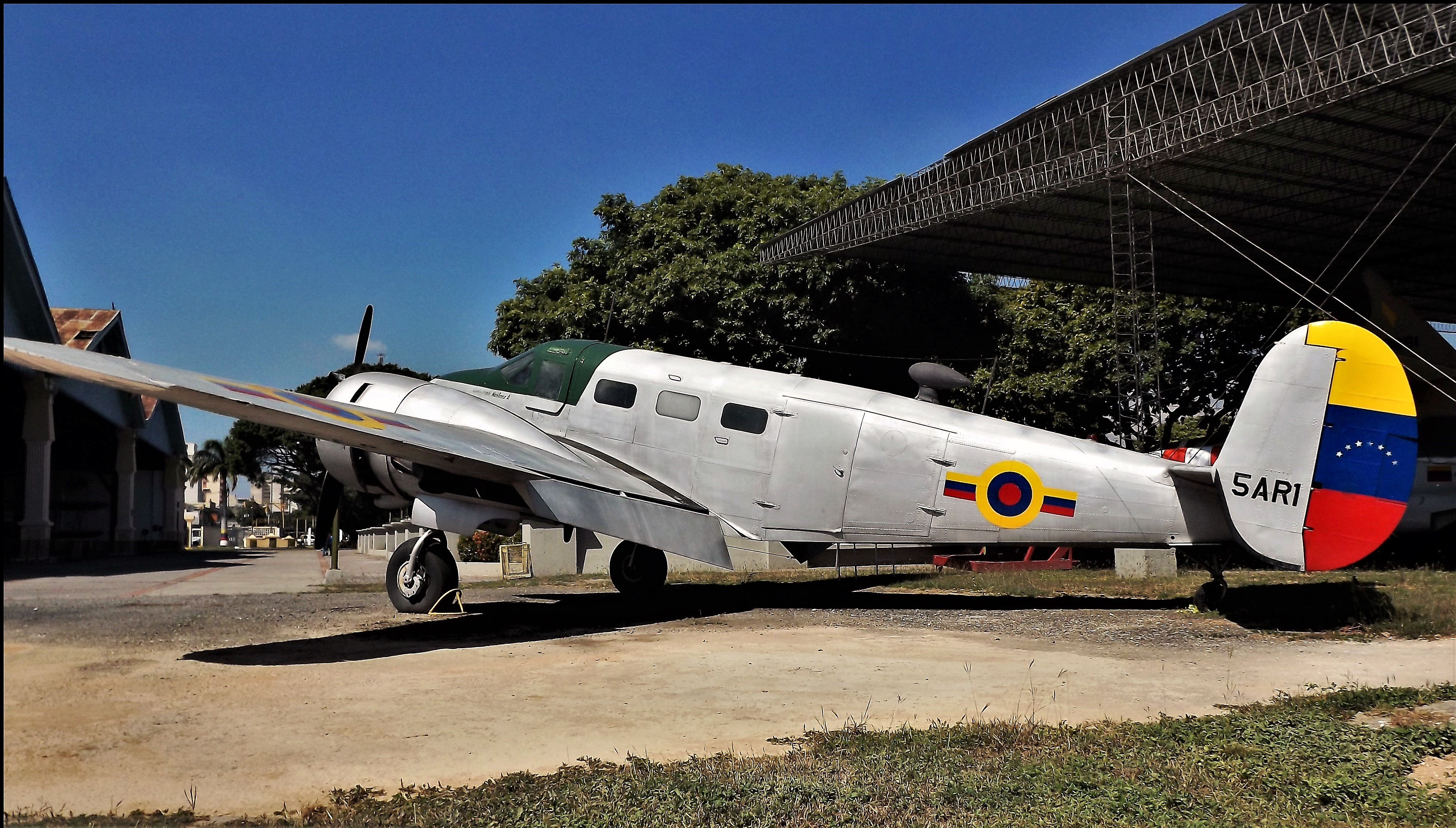
Beechcraft D18S, Armée de l'air vénézuélienne

- Venezuela : l'Armée de l'air vénézuélienne a utilisé une dizaine de D18S/C-45, 3 AT-7C et 6 AT-11.
- Sud Vietnam : L'Armée de l'Air sud-vietnamienne a utilisé un total de 10 D-18S et C-45G entre 1952 et 1971.
- Zaïre : sept bimoteurs furent utilisés par la Force aérienne entre 1963 et 1983, dont 3 E18S (9T-JEA/B et 9T-PRS).

### Utilisateurs civils
- France : 80 Beech 18 ou C-45 ont été portés sur le registre civil français[25]. Ces appareils furent utilisés par de nombreuses compagnies locales opérant à travers l'Empire colonial français, mais aussi pour la formation de pilotes civils, en particulier au Centre national de Saint-Yan pour la formation IFR.
- Japon : Japan Airlines a acheté 13 H18S pour assurer la formation et le perfectionnement de ses pilotes.
- Paraguay : Líneas Aéreas de Transporte Nacional (LATN) a exploité 3 AT-7, 3 UC-45F et 2 D18S
- Pays-Bas : L'école nationale de pilotage Rijks LuchtvaartSchool, plus connue sous le sigle RLS, a mis en service 15 D18S entre 1946 et 1969.

## Sources